# Piran
Piran (italienska Pirano) är en ort och kommun i sydvästra Slovenien, vid Adriatiska havet. I slutet av 2007 hade kommunen 17 389 invånare på en yta av 46,6 km², varav 4 287 invånare bodde i centralorten (med en yta av 0,7 km²) . Kommunen är tvåspråkig, då såväl slovenska som italienska är officiella språk. Kommunen gränsar i söder till Kroatien, i norr (via havet) till Italien och i öster till de slovenska kommunerna Izola och Koper. Den högsta punkten är Baretovec pri Padni, 289 meter.

## Historia
Läget på en udde med skyddad hamn var strategiskt och lockade tidigt bosättare till platsen. Piran är en mycket gammal bosättning. I antikens Grekland var stadsudden känd som ”pyros” (eld), eller ”pyranos” (röd), antingen av det ”faros” (fyrtorn) som skall ha stått på udden för att leda skepp till Aegida (dagens Koper), eller av den rödgula flyschsten som klipporna runt staden består av . Piran med Istrien anslöts till Romarriket efter en krigskampanj 178 och 177 f. Kr . Under folkvandringstiden intensifierads urbaniseringen på den lättförsvarade udden som befästes med kraftiga murverk. År 933 slöts ett handelsavtal med Venedig. Pirans välstånd växte under medeltiden genom handeln med salt från stadens saltiner i floden Dragonjas mynning. Venedig beslöt därför att med militärt våld annektera staden och helt ta kontroll över den lukrativa salthandeln. Piran tvingades underkasta sig Venedig 1283 och förblev i Republiken Venedigs kontroll till 1797 .
Piran är en arkitektonisk pärla i venetiansk gotik, renässans och barock, med saltvittrade fasader och smala gränder.
Barockkompositören och violinvirtuosen Giuseppe Tartini, son till en lokal borgardam och en florentinsk ämbetsman, föddes i Piran.
Tidigare gick en trådbuss (första trådbussarna köptes in 1909 från Daimler-Motoren-Gesellschaft ) och senare spårvagnslinje från Piran längs kusten via orten St. Bernadin, badorten Portorož, till marinan i Lucija. Den ersattes 1953 med bussar.

## Ekonomi och politik
Turism och besöksnäring är ortens viktigaste inkomstkälla. Sommartid hålls många musik- och kulturevenemang i staden. Kvällar med klassisk musik i fackelsken på Franciskanerklostrets innergård är uppskattade. Förutom den pittoreska gamla stadskärnan lockas besökare också av fina sandstränder i Portorož. Portorož-delen, som utgör större delen av kommunen, domineras av stora turisthotell och villor.
Piran har Sloveniens förste färgade borgmästare (läkaren Peter Bossman från Ghana).

Historisk målning av Pirans hamn, Mandrač. De inre delarna av hamnen fylldes igen 1894.
Pirans stadsvapen är St. Georg-korset, av stadens skyddshelgon St. Göran.
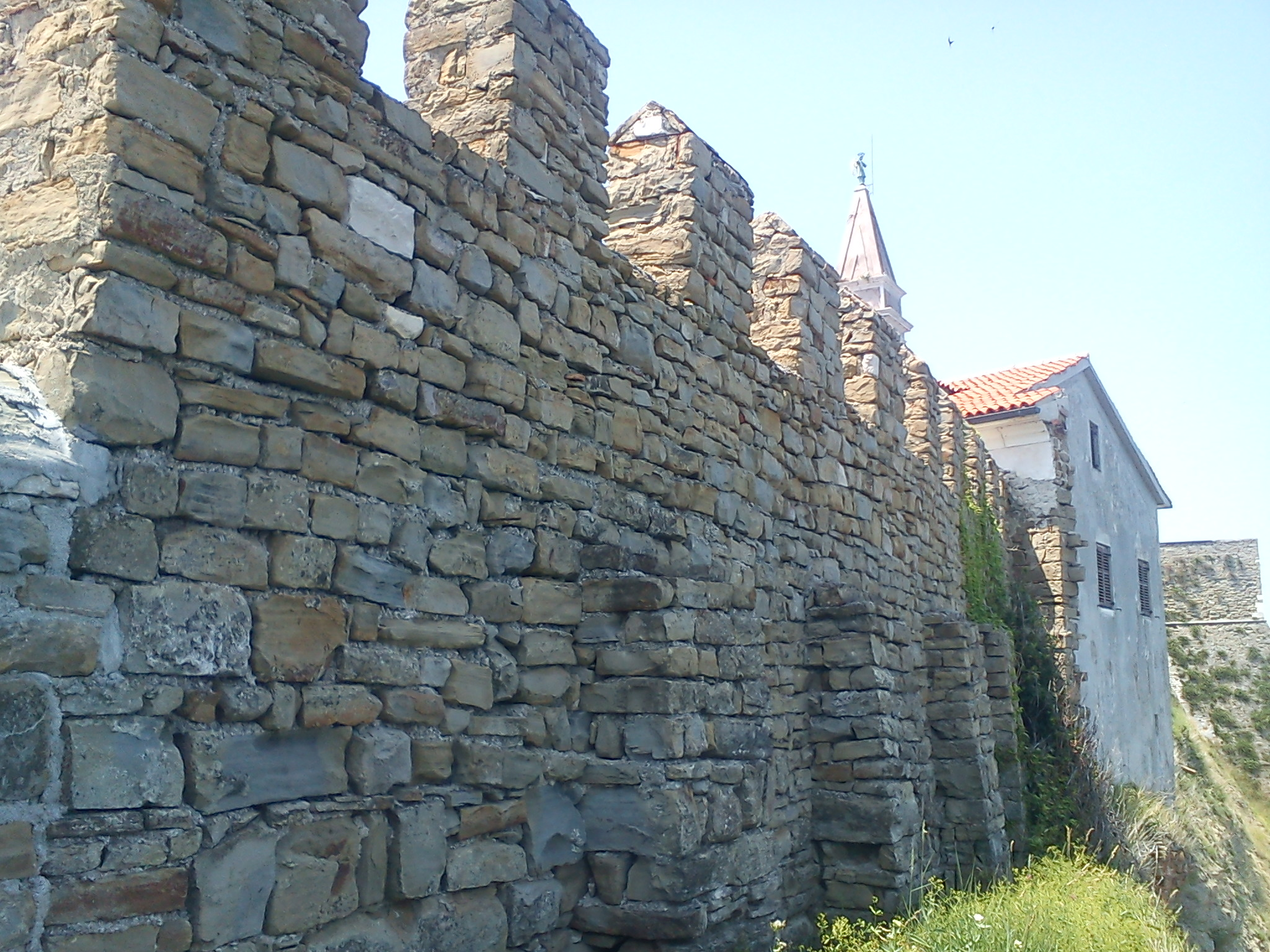
Stadsmur på nordsidan av udden. Här skyddas staden av höga klippor direkt ur havet, varför muren är låg.
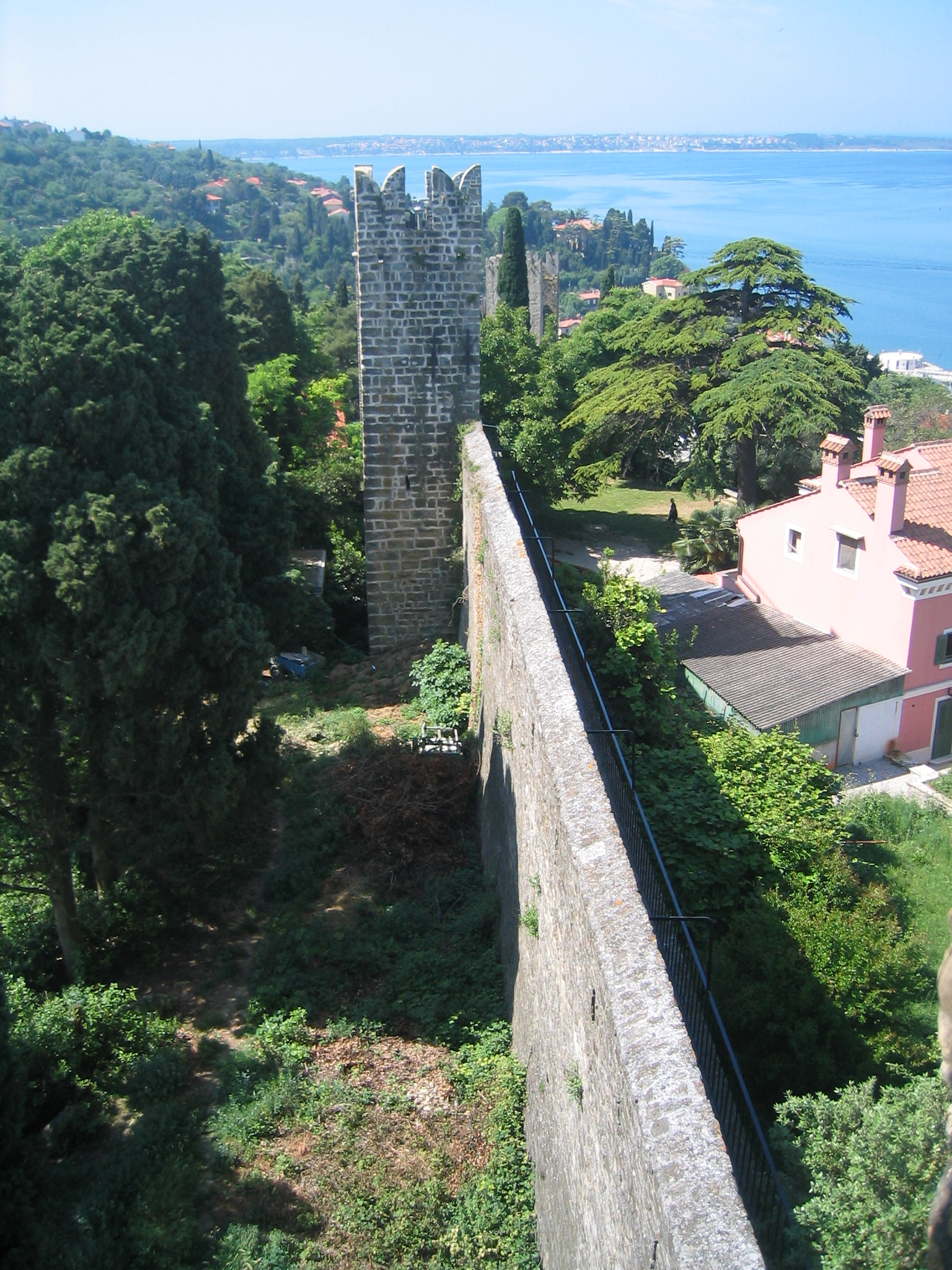
På landsidan skyddas staden av höga murar med krenelerade torn. Denna sektion av muren är från 1400-talet, men murarna i Piran har byggts i tre ettapper, allteftersom staden växt. Äldsta muren från 600-talet finns kvar inne i staden.
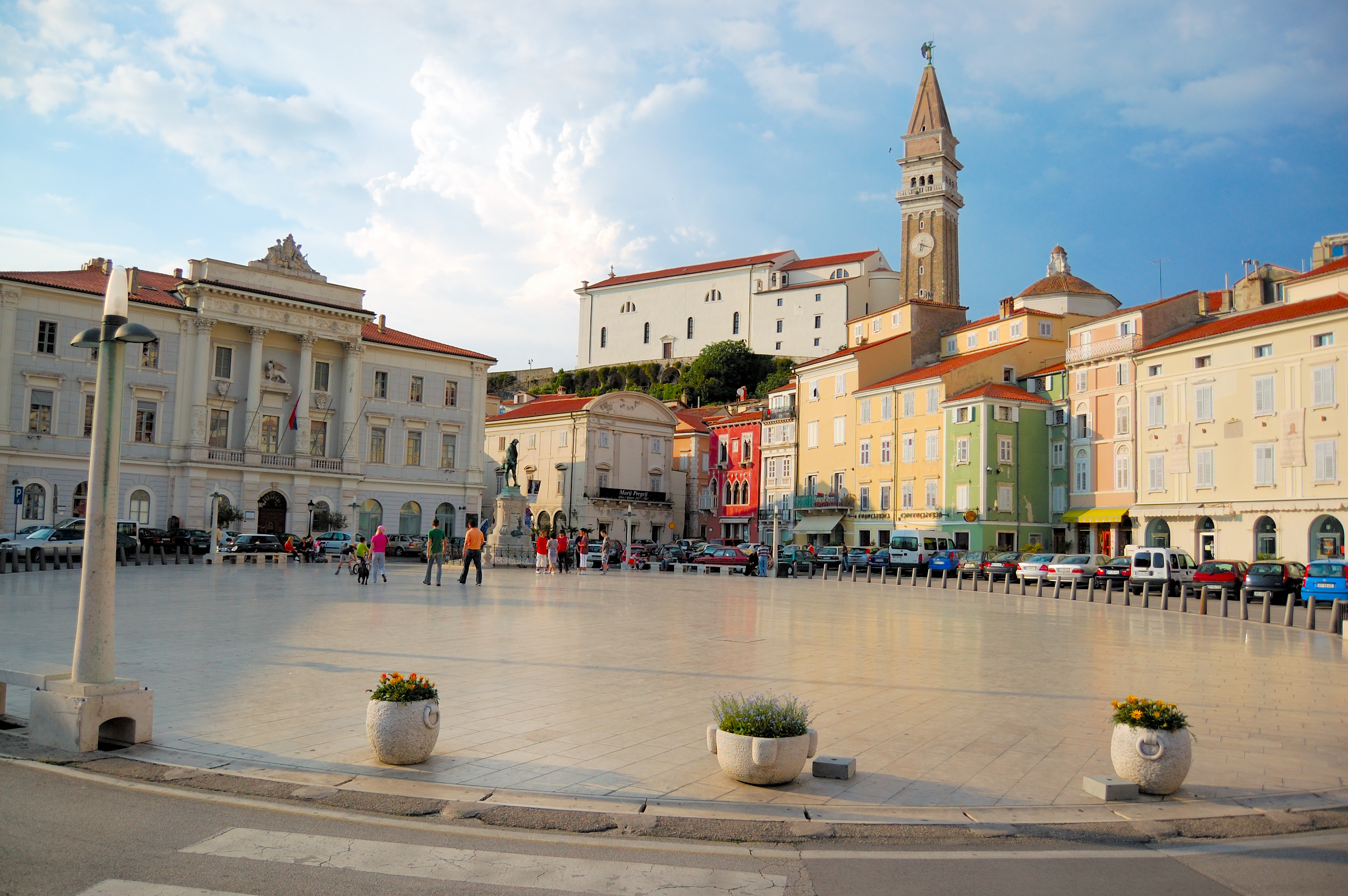
Det marmorbelagda Tartini-torget ligger innanför hamnen.
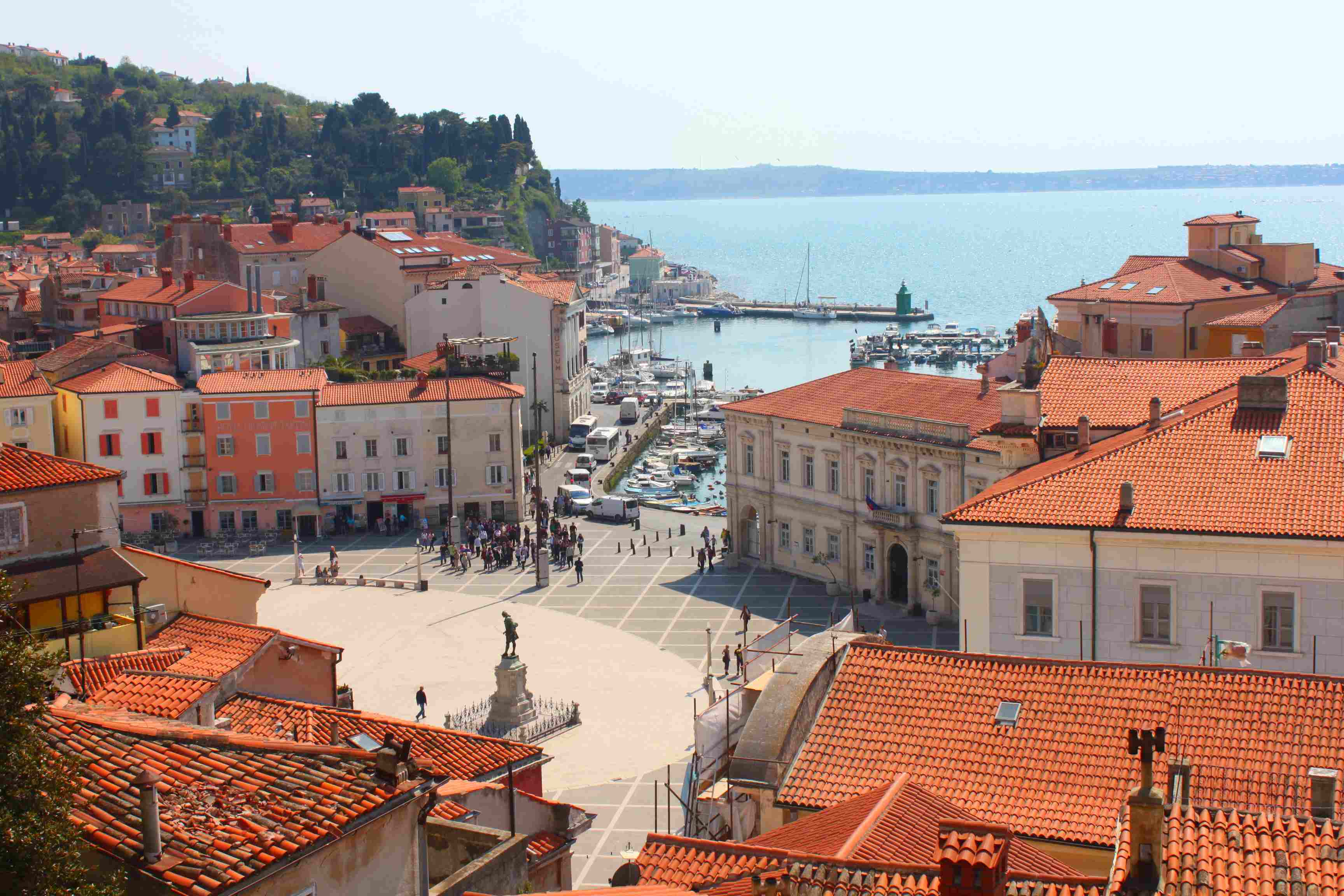
Tartini-torget i ett fågelperspektiv.
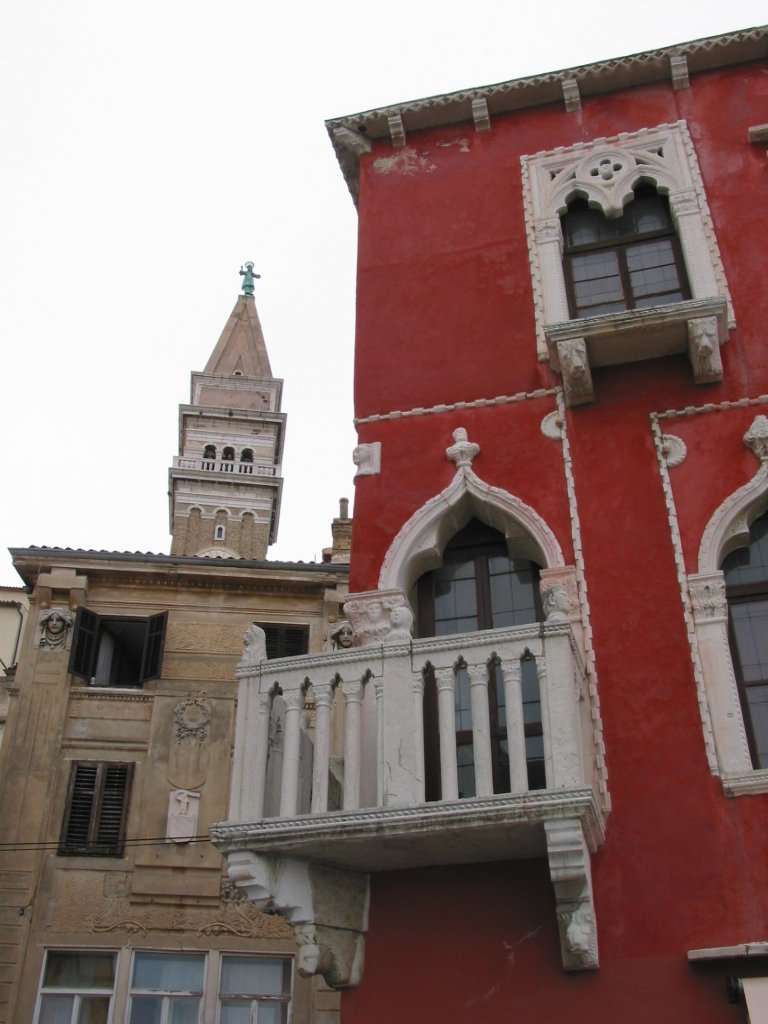
Venetiansk gotik från 1400-talet.
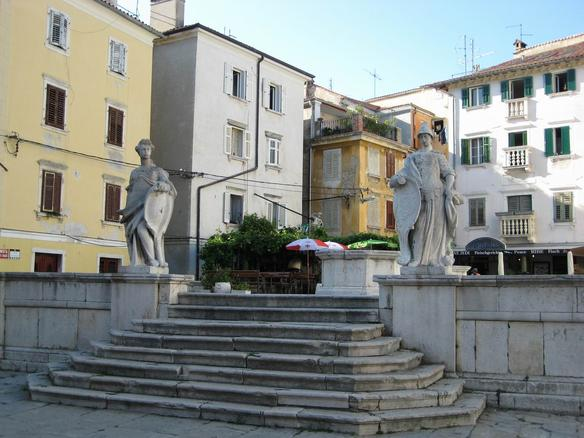
Stadens brunnstorg med brunnar ovanpå en reservoar som konstruerades på 1700-talet.
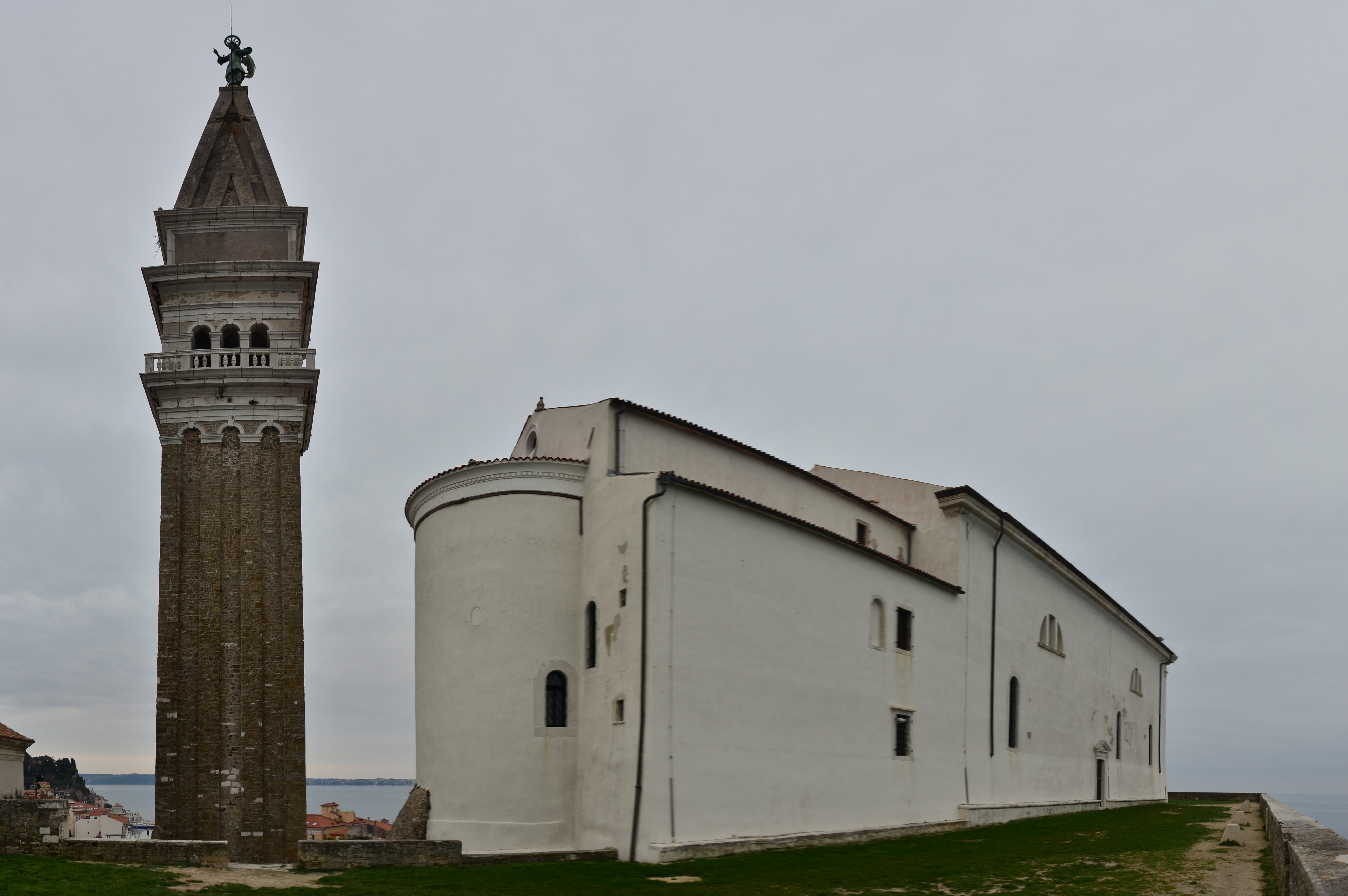
Stadens största kyrka, St. Georg, är i sin nuvarande utformning en renässansbyggnad från 1500-talet och står på uddens högsta punkt. Under kyrkan finns kryptor från den tidigare kyrka som stod på platsen redan under senare delen av Antiken.
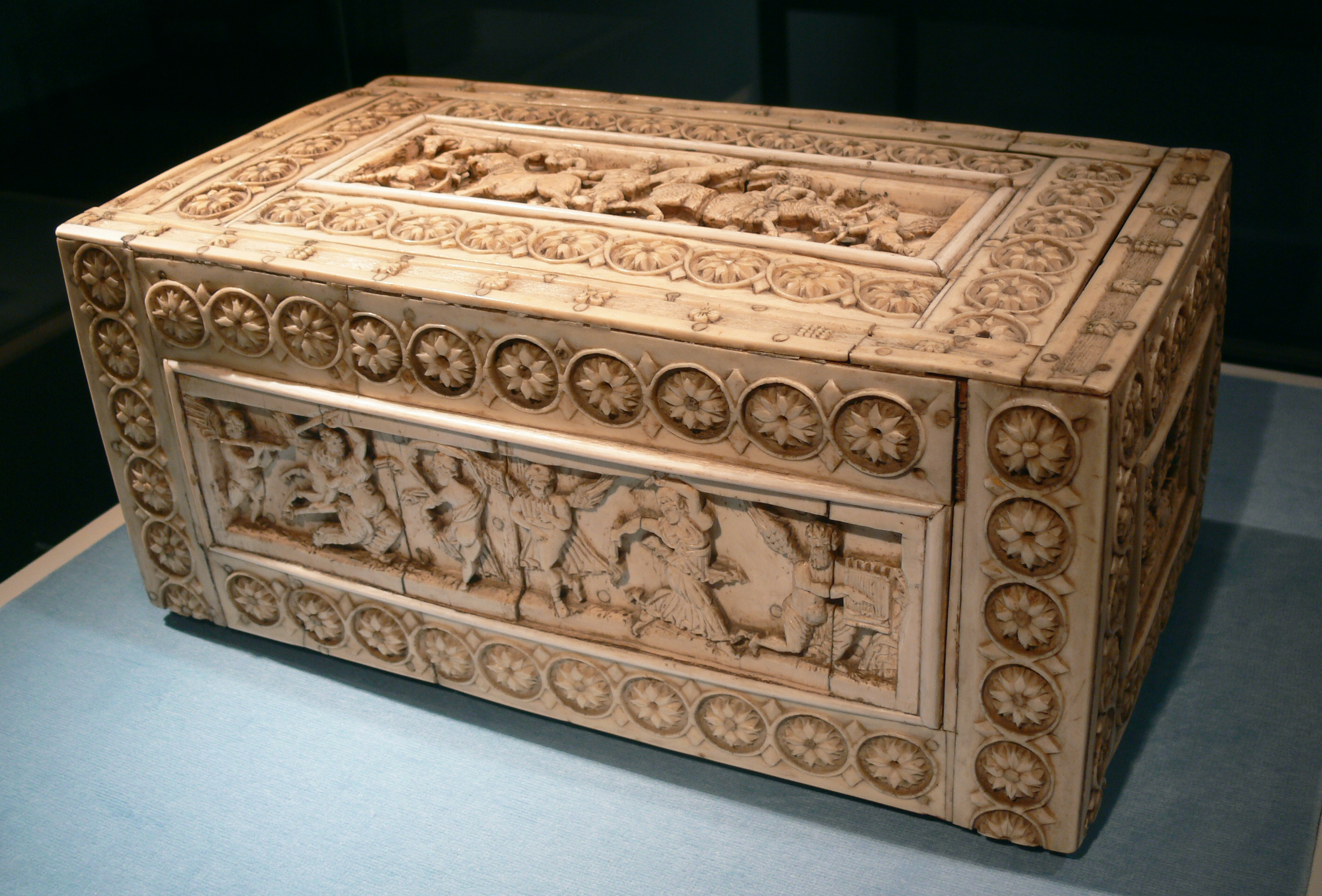
Relikskrin i elfenben (1000-talet), från kyrkan St. Georg i Piran, men numera på det arkeologiska museet i Pula, i Kroatien.
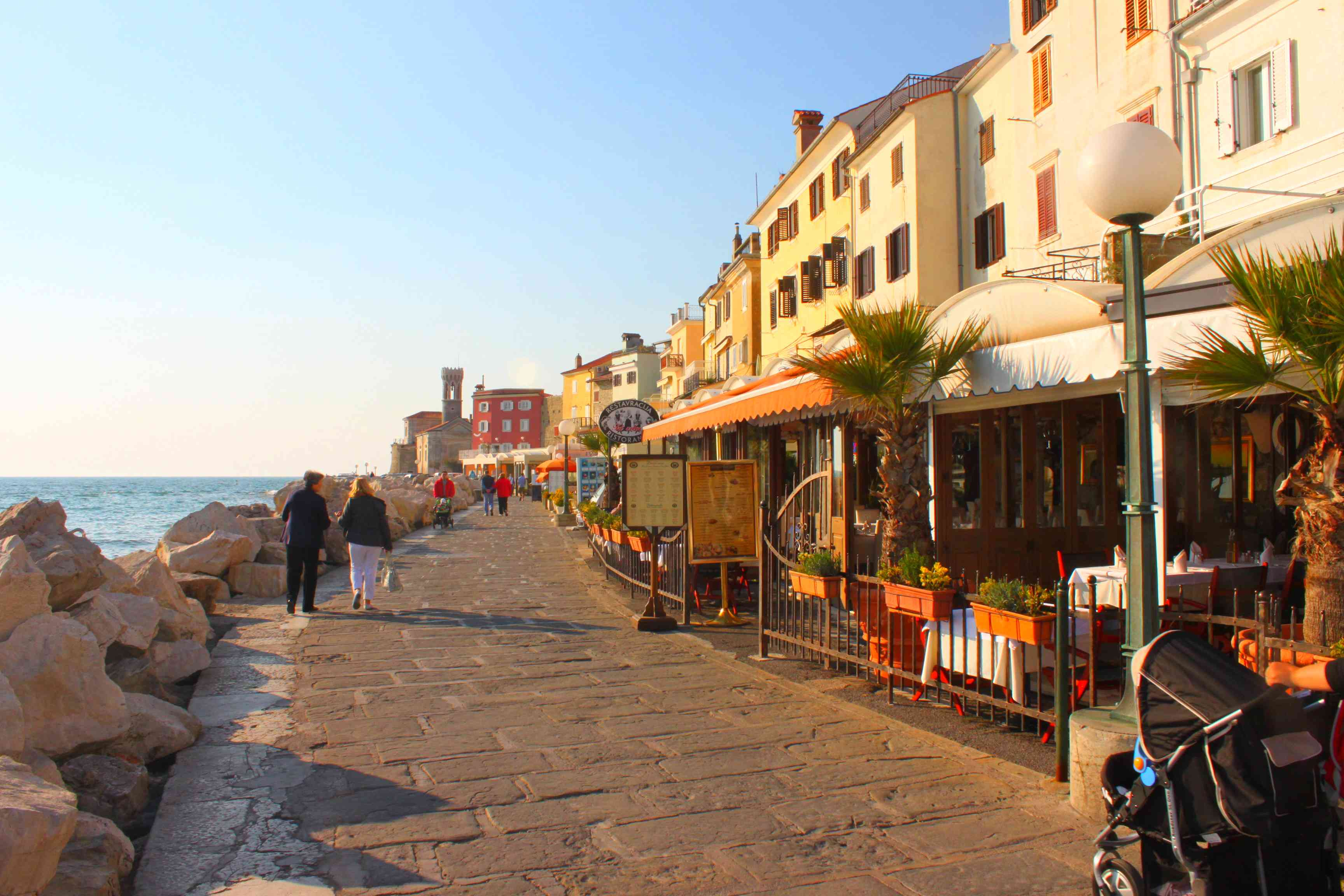
Strandpromenaden på udden Punta Madonna. Längst ut på udden ligger en bastion och kapellet St. Klement.
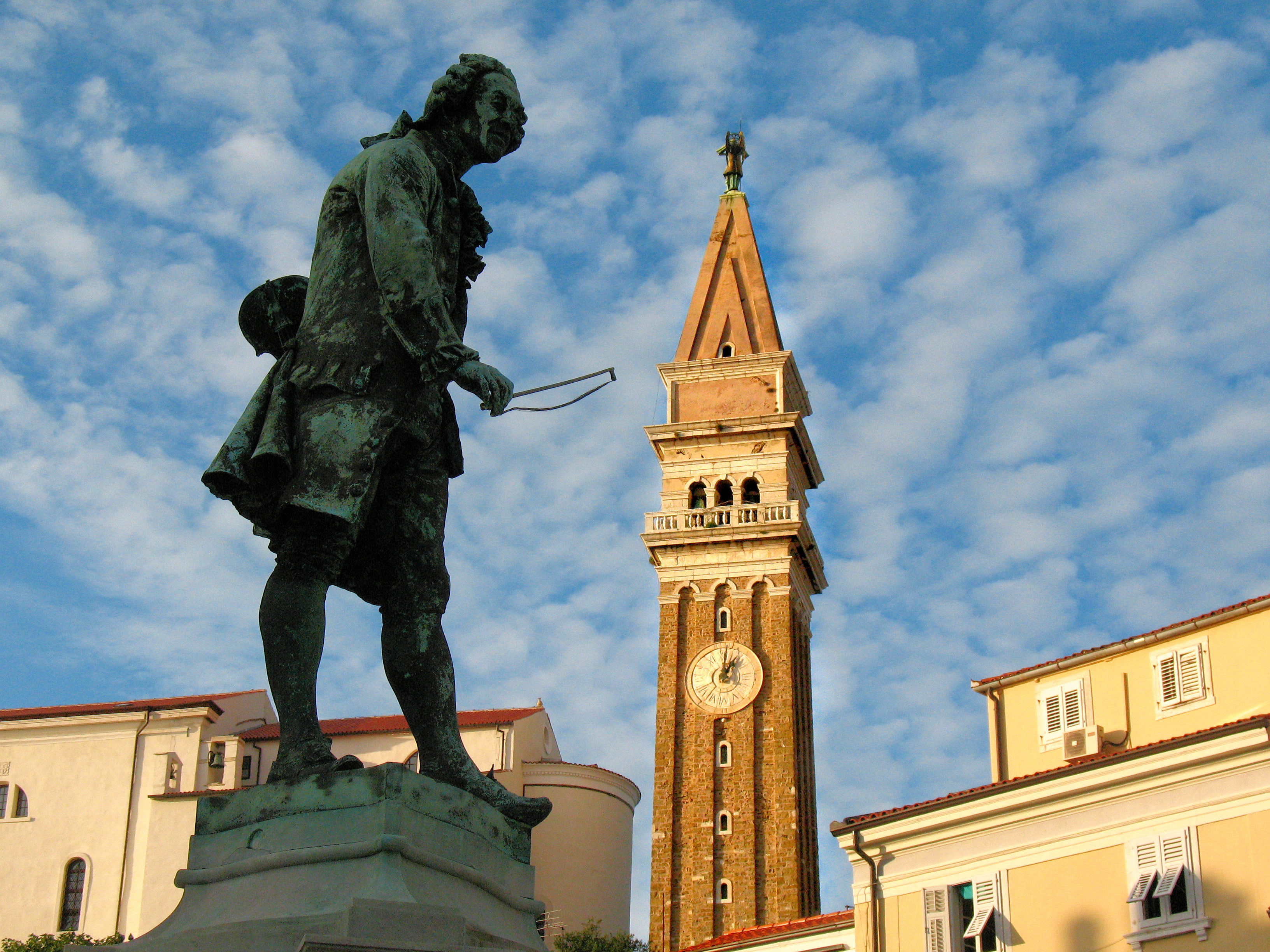
Barockkompositören och violinvirtuosen Giuseppe Tartini föddes i Piran.
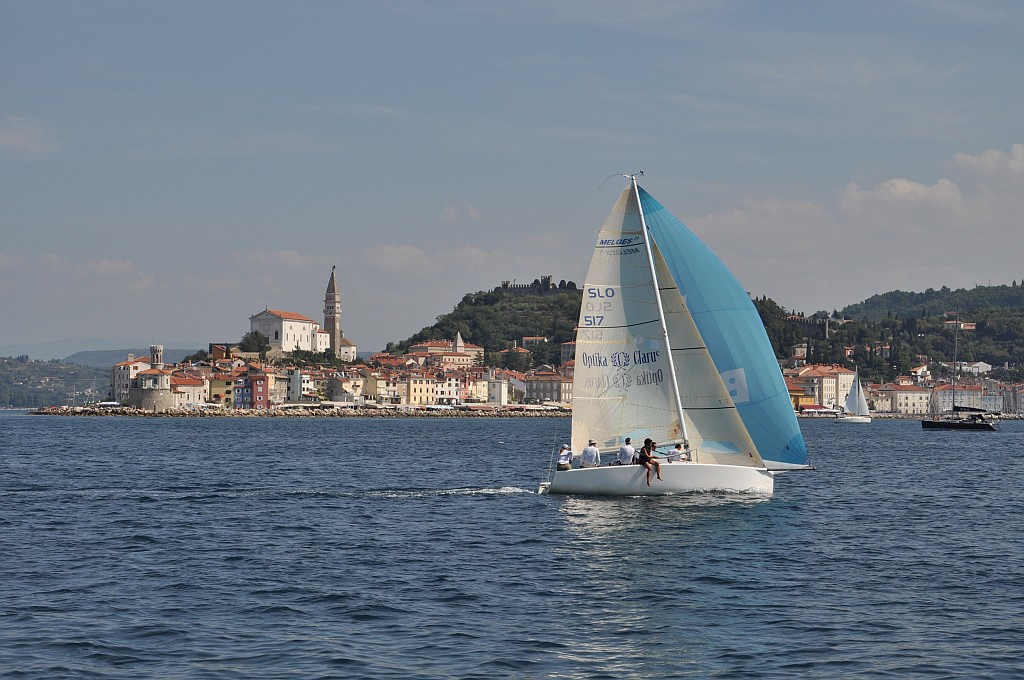
Piran på udden Punta Madonna, från sjösidan. På landsidan löper den medeltida stadsmuren som skymtas bakom seglet.
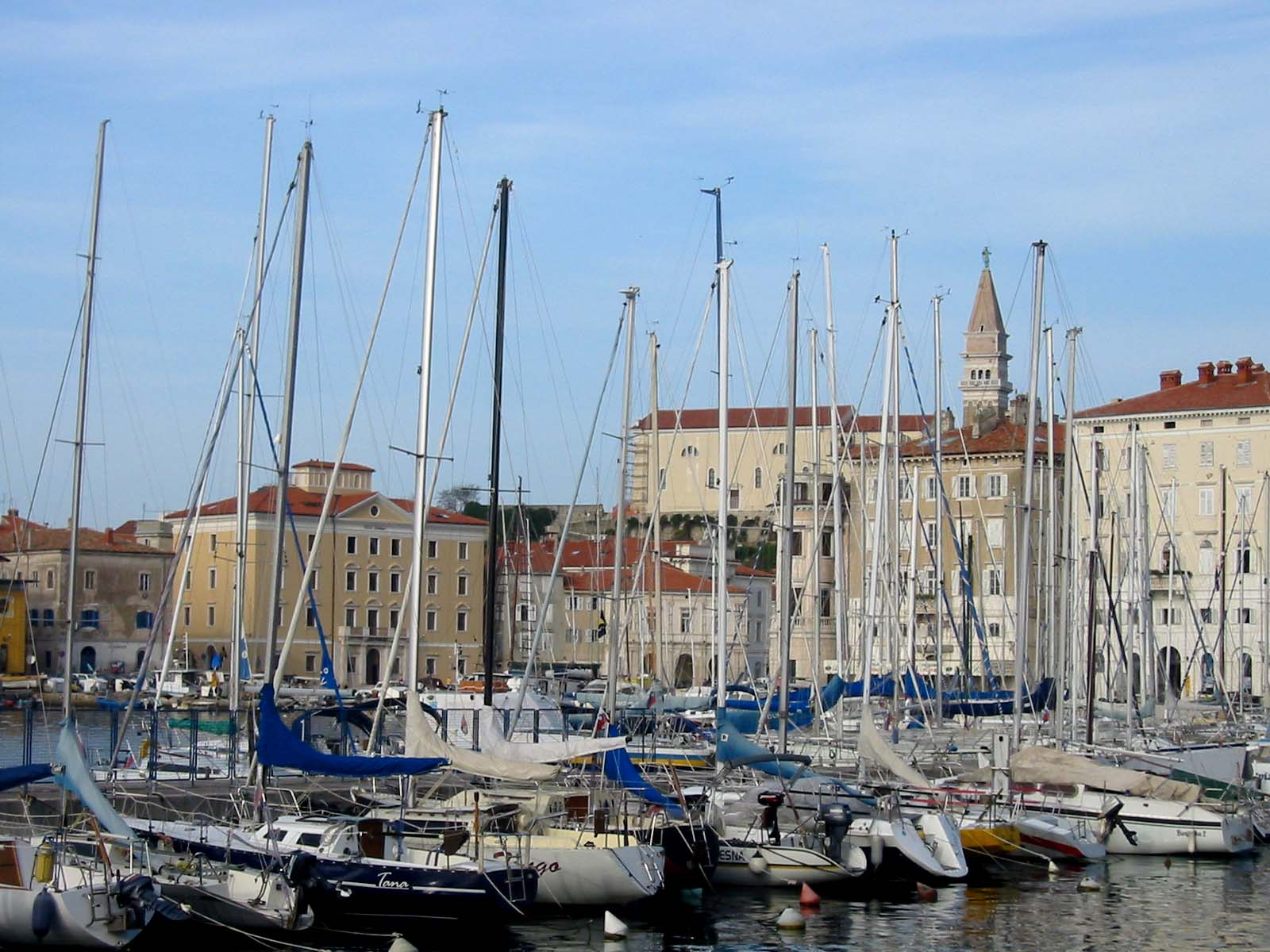
Hamnen i Piran.
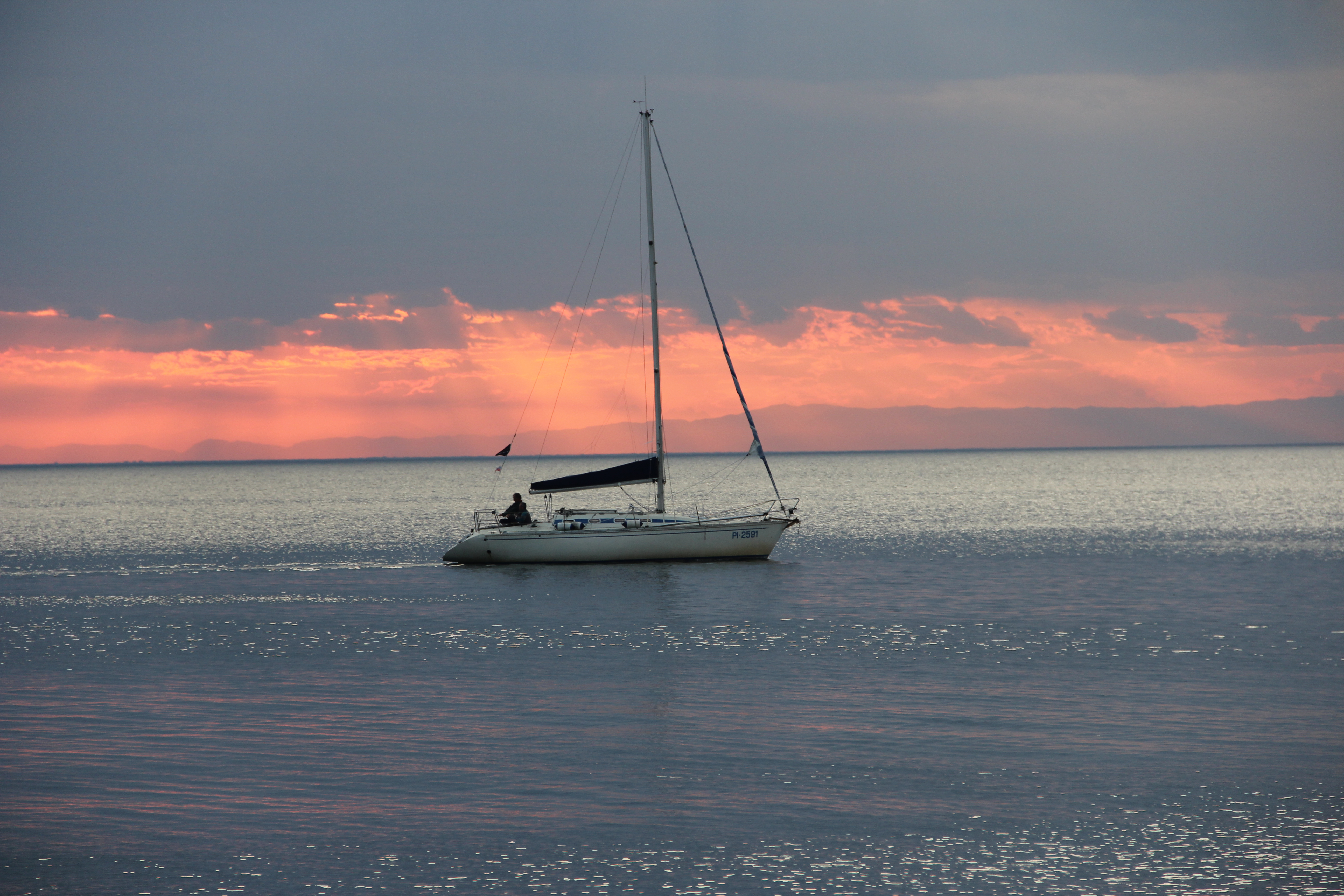
Kusten och Karstplatån under moln i rosa skymningsljus.